# Mitnahmeeffekt
Ein Mitnahmeeffekt (umgangssprachlich auch Mitnahmementalität) liegt vor, wenn Gesetze bestimmte finanzielle Anreize (Steuervergünstigungen, Fördermittel, Subventionen) beinhalten und dabei eine konkrete Gruppe von Berechtigten vorsehen, aber darüber hinaus auch andere diese Begünstigung in Anspruch nehmen können, obwohl sie auch ohne diese gesetzliche Maßnahme ein bestimmtes Verhalten gezeigt hätten.

## Allgemeines
Mitnahmeeffekte sind meist das Ergebnis der abstrakten Gesetzes- und Verwaltungssprache, wodurch ein größerer Kreis von Berechtigten (Normadressaten) in den Genuss staatlicher Leistungen kommt, als es der ursprünglichen Absicht des Gesetzgebers entsprach. Wenn jemand ein Verhalten zeigt, das nach Absicht des Gesetzgebers einen Anreiz bewirken sollte, kann es vorkommen, dass er dieses Verhalten auch ohne den Anreiz gezeigt hätte. Durch eine zielgenauere Förderung könnten unerwünschte Mitnahmeeffekte verhindert werden. Wenn deshalb in Gesetzen die begünstigten Kreise konkret etwa im Rahmen einer abschließenden Aufzählung benannt werden, besteht jedoch die Gefahr, dass nicht genannte Kreise keinen Anspruch besitzen, obwohl sie ökonomisch berechtigt wären.
Fritz W. Scharpf analysierte 1983 auf der Grundlage eines evaluierten Anreizprogramms (eine Subvention im Bereich der beruflichen Weiterbildung) den Mechanismus von Mitnahmeeffekten, jedoch ohne das Wort „Mitnahme“ explizit zu verwenden. Danach besitze jedes Anreizprogramm eine Regelungskomponente, welche das geforderte Verhalten definiere, und eine Motivationskomponente, welche die (finanziellen) Anreize spezifiziere.

## Rechtsfragen
Der Gesetzgeber unterliegt dem verfassungsrechtlichen Gebot, unberechtigte Mitnahmeeffekte auszuschließen, indem er bei Steuertatbeständen die Belastungsgründe „möglichst unausweichlich“ normieren muss. Der Gesetzgeber nimmt jedoch Mitnahmeeffekte in Kauf, weil er den Gesetzeszweck insgesamt nicht gefährdet sieht, solange Mitnahmeeffekte eine Randerscheinung bleiben. „Niemand würde auf den Einsatz seiner Heizung verzichten, obwohl er weiß, dass je nach Isolationsgrad Wärmeverluste entstehen.“ Hiermit beschreibt der Autor die Situation, mit der der Gesetzgeber sich bei Finanzgesetzen konfrontiert sieht. Ihm ist bewusst, dass es zu Mitnahmeeffekten kommen könnte, er entscheidet sich jedoch trotzdem für das Gesetzesvorhaben, weil er von überwiegend berechtigten Inanspruchnahmen ausgeht.
Um der Gefahr von Mitnahmeeffekten zu begegnen, versucht der Gesetzgeber zuweilen, Hürden in Spezialvorschriften aufzubauen, in denen die Anreize geschaffen werden. So hat er bei so genannten „Ansparabschreibungen“ (§ 7g EStG) für künftige Investitionen den Fördertatbestand bewusst eng gefasst und einen Gewinnzuschlag von 6 % der Abschreibung festgelegt. Während die Entfernungspauschale als entfernungsabhängige Subvention allgemein keiner Einzelnachweise bedarf, sind Flugkosten mit den tatsächlichen Kosten anzusetzen (§ 9 Abs. 1 Satz 3 Nr. 4 Satz 3 EStG). Diese Regelung dient der Verhinderung erheblicher Mitnahmeeffekte, da die Flugkosten niedriger sind, als es die Entfernungspauschale wäre. Der Gesetzgeber hat den Begriff des Existenzgründers zur Vermeidung von unerwünschten Gestaltungen und Mitnahmeeffekten von vornherein einschränkend bestimmt – trotz der damit verbundenen Komplizierung des Steuerrechts. Dass der Pflegegeldanspruch geringer sei als der Sachleistungsanspruch, habe seinen sachlichen Grund in dem vom Gesetzgeber befürchteten Mitnahmeeffekt.

## Mitnahmeeffekte im Alltag
Die Schaffung von Arbeitsplätzen mit staatlichen Fördermitteln kann zu Mitnahmeeffekten führen, wenn die Arbeitsplätze auch ohne Förderung entstanden wären. Ein Mitnahmeeffekt liegt bei Unternehmen beispielsweise vor, wenn es einen Lohnkostenzuschuss für die Einstellung eines Arbeitslosen in Anspruch nimmt, den es ohnehin eingestellt hätte. Fördermittel oder Subventionen werden in Anspruch genommen, obwohl ein Unternehmen einen geförderten Unternehmensstandort auch ohne diese Vergünstigungen gewählt hätte. Bei Arbeitnehmern liegt ein Mitnahmeeffekt vor, wenn ein Arbeitsloser an einer Maßnahme der aktiven Arbeitsmarktpolitik teilnimmt, aber auch ohne diese einen neuen Arbeitsplatz gefunden hätte. Rabattaktionen führen zu einem Mitnahmeeffekt, weil ein Teil der Käufer die ermäßigten Waren auch ohne Rabatt erworben hätte, so dass diesem Kundenkreis ein „windfall profit“ zukommt. Mitnahmeeffekte können hier begrenzt werden, indem nur haushaltsübliche Mengen erworben werden dürfen. Bei der Verschrottungsprämie wurde der Mitnahmeeffekt dadurch reduziert, dass die Prämie nur bei der Kombination der Verschrottung eines alten Autos gegen den Kauf eines Neuwagens gezahlt wurde.
Der Wissenschaftliche Beirat beim Bundesministerium für Wirtschaft und Arbeit vermutet in einem Brief vom 25. Oktober 2002 an den zuständigen Bundesminister Wolfgang Clement, dass Unternehmen, die ohnehin neue Mitarbeiter einstellen möchten, dies bevorzugt über eine öffentliche Personal-Service-Agentur machen, da hier der Lohn subventioniert wird. Der durch die Schaffung der Agenturen erhoffte zusätzliche Beschäftigungseffekt fällt daher geringer aus, als die Zahlen der durch die Agenturen vermittelten Arbeitslosen vermuten lassen.
Die mit Kombilöhnen einhergehenden Mitnahmeeffekte seien insgesamt so erheblich, dass sie staatlicherseits vernünftigerweise nicht finanziert werden sollten. So würde beispielsweise die Subvention von Sozialversicherungsbeiträgen bis zu einem Bruttoeinkommen von 1300 Euro zwar lediglich etwa 100.000 zusätzliche Arbeitnehmer zur Erwerbsaufnahme motivieren, die dafür aufzuwendenden Kosten einschließlich der staatlichen Einnahmeausfälle würden sich dagegen auf 4,1 Mrd. Euro pro Jahr belaufen. Umgelegt auf den einzelnen zusätzlich beschäftigten Arbeitnehmer ergebe das einen Betrag von knapp 40.000 Euro pro Jahr. Die Eigenheimzulage wurde auch wegen der überwiegenden – hier schwer zu bestimmenden – Mitnahmeeffekte abgeschafft. Gerade hier fehlte es an normativen Orientierungsgrößen zur Bestimmung des Mitnahmeeffektes, der bereits bei einer positiven Abweichung gegenüber den Verhältnissen einer Mietwohnung hätte vorliegen können.
Als der Gesetzgeber im Jahre 2006 die Absetzbarkeit von Handwerkerrechnungen und haushaltsnahen Beschäftigungsverhältnissen (wie Reinigungskräfte) ermöglichte, war bei der Einführung des § 35a Abs. 3 EStG das Hauptziel eigentlich die Verringerung von Schwarzarbeit. Bei diesem „Handwerkerbonus“ seien bei 70 % der vom Bundesrechnungshof untersuchten Handwerkerleistungen und bei 30 % der haushaltsnahen Dienstleistungen Mitnahmeeffekte vorhanden, so dass der Rechnungshof für die Abschaffung dieser Begünstigung plädiere.

## International
Im angelsächsischen Sprachgebrauch ist ein Wort für den Mitnahmeeffekt in diesem Sinne nicht vorhanden. Der Free-rider effect bezieht sich auf Trittbrettfahrer, während Deadweight loss bei Arbeitsmarktmaßnahmen wie Lohnsubventionen verwandt wird und damit dem Mitnahmeeffekt nahekommt. Der französische effet d’aubaine ist eher ein „unverhoffter Vorteil“ oder „Glücksfall“, was wiederum dem windfall profit entspricht.
In seinem Sonderbericht 1/2008 definiert der Europäische Rechnungshof den Mitnahmeeffekt als Effekt, „der auch ohne öffentliche Intervention eingetreten wäre“. Danach habe die Frage der Kofinanzierung zur Verhinderung von Mitnahmeeffekten bei der Finanzierungsentscheidung kaum eine Rolle gespielt. Der Mitnahmeeffekt sei ein „Risiko, das bei staatlichen Beihilfen generell besteht, da viele Großprojekte einen positiven finanziellen Nettogegenwartswert und eine finanzielle Rentabilität, die über dem Abzinsungssatz liegt, aufweisen können; Ziel der Beihilfe ist es mitunter, in ein weniger entwickeltes Gebiet eine Investition zu locken, die andernfalls in einem anderen Gebiet getätigt würde.“ Mitnahmeeffekte würden – so der Rechnungshof – häufig in wichtigen Bereichen als relevanter Faktor angesehen, z. B. bei Zuschüssen zu Unternehmensinvestitionen, direkten Beschäftigungsbeihilfen sowie Berufsbildungsmaßnahmen, die den Zugang zu Beschäftigung erleichterten.
Die Abgabenbefreiung (train or pay) wie in Frankreich und in der kanadischen Provinz Québec kann mit hohen Mitnahmeeffekten einhergehen, denn ein großer Teil der Weiterbildungsinvestitionen kommt Arbeitskräften zugute, die ohnehin überdurchschnittlich häufig an Weiterbildungen teilnehmen.

## Folgen
Gegen die Mitnahmeeffekte kann rechtlich nicht vorgegangen werden, da die Begünstigten die Anreizbedingungen materiell und formell erfüllen. Das Problem des Mitnahmeeffekts ist eines der zentralen Themen finanzwissenschaftlicher Wirksamkeitsforschung, denn der Mitnahmeeffekt ist ein Wirkungsverlust. Die Wirksamkeitsforschung zielt darauf ab, dass Gesetze mit finanziellen Anreizen die begünstigten Kreise möglichst zielgenau festlegen sollen, damit die Förderungen eine hohe Effizienz erzielen können und ein Lenkungseffekt eintritt. Finanzielle Anreize sollen beim Adressaten eine bestimmte Verhaltensänderung hervorrufen. Da aber auch Begünstigte die finanzielle Zuwendung in Anspruch nehmen, die auch ohne Zuwendungsaussicht dasselbe Verhalten gezeigt hätten, ist der Kreis der Begünstigten größer, was zu staatlichen Mehrausgaben oder Mindereinnahmen führt. Dadurch verliert der gesetzliche Anreiz an Wirksamkeit, weil der beabsichtigte Zusatzeffekt ganz oder teilweise ausbleibt. Staatliche Leistungsanreize sind dann effizient, wenn die begünstigten Transaktionen ohne Anreiz nicht durchgeführt worden wären.
Auf einem im Gleichgewicht befindlichen Markt führen Subventionen zu einer Mengenausweitung, wobei der Mitnahmeeffekt sowohl beim Angebot als auch bei der Nachfrage zu beobachten ist. Wem der größere Teil des Mitnahmeeffekts zufällt, hängt von der Preiselastizität von Angebot und Nachfrage ab. Je niedriger die Preiselastizität ist, umso höher ist der Mitnahmeeffekt. Je unelastischer die Nachfrage hingegen ist, desto weniger Personen können bei einer gegebenen Subvention zu einer Investition, einem Kauf oder einer Programmteilnahme bewegt werden. Der relative Anteil der Mitnehmer steigt, je unelastischer die Nachfrage und das Angebot auf Preisänderungen reagieren.
Mitnahmeeffekte führen zu staatlichen Mehrausgaben oder Mindereinnahmen im Vergleich zu einer Situation ohne „Mitnehmer“. Die Begünstigten nehmen die staatliche Förderung in Anspruch, obwohl sie dieser nach ökonomischen Gesichtspunkten gar nicht bedurft hätten. Als gering gilt ein Mitnahmeeffekt zwischen 0 % und 25 % aller begünstigten Kreise, mittel ist der Mitnahmeeffekt <50 %, hoch bei >50 %. Ein hoher Mitnahmeeffekt besteht bei der Begünstigung privater Vorhaben, ein abnehmender Mitnahmeeffekt bei meritorischen Gütern. Noch geringer wird der Mitnahmeeffekt beim Erwerb öffentlicher Güter durch private Anbieter, am geringsten ist er beim Erwerb öffentlicher Güter durch öffentliche Anbieter.